# Matting (Salching)
Matting ist ein Ortsteil der Gemeinde Salching im niederbayerischen Landkreis Straubing-Bogen.

## Lage
Matting liegt etwa einen Kilometer östlich von Salching am Rande des Gäubodens.

## Geschichte
Frühe Nennungen von Matingun, beginnend im 9. Jahrhundert können sich auch auf das benachbarte Kirchmatting beziehen. Über die Grafen von Bogen war später das Kloster Oberalteich in Matting begütert.
Matting gehörte zur Obmannschaft Salching, im Konskriptionsverzeichnis von 1752 bestand es aus acht Anwesen. Bei der Gemeindebildung kam es zur Gemeinde  Oberpiebing, dann zur Gemeinde Riedling, bei deren Auflösung am 1. August 1920 wieder zur Gemeinde Oberpiebing und gelangte bei deren Auflösung am 1. Mai 1978 im Zuge der Gebietsreform in Bayern zur Gemeinde Salching.

## Sehenswürdigkeiten
- Wallfahrtskirche Mariä Geburt. Die auch unter den Namen Maria Birnbaum beziehungsweise Heilig Bäumel bekannte Kirche steht etwa 400 Meter südöstlich von Matting. Sie wurde 1716 erbaut und 2004 renoviert.

## Vereine
- Bauernhilfsverein Matting
- Burschenverein Matting